# Licaï Pourtois
Licaï Pourtois, née le 31 mai 1997, est une ju-jitsuka belge. Elle est championne d'Europe et double championne du monde dans les catégories des −57 kg.

## Biographie
Licaï pourtois naît le 31 mai 1997. Elle commence le ju-jitsu au club d'Havré.
En 2013, elle remporte une médaille d'argent lors des championnats du monde de ju-jitsu espoirs et aspirants à Bucarest,. En 2017, elle remporte son premier titre mondial en junior lors des championnats U21 à Athènes,.
En 2018, passée chez les seniors, elle devient vice-championne d'Europe en −55 kg lors des Championnats d'Europe de ju-jitsu à Gliwice. Quelques mois plus tard, elle devient également championne du monde lors des Mondiaux de ju-jitsu à Malmö. L'année suivante, elle remporte cette fois-ci la médaille d'or lors des championnats d'Europe à Bucarest avant de reconduire quelques mois plus tard son titre de championne du monde à Abou Dabi,. Ces performances lui permettent d'être numéro 1 mondiale de la discipline.

## Vie privée
En parallèle de sa carrière sportive, Licaï Pourtois est ostéopathe et a un cabinet à Charleroi.